# Капане ди Сопра (Фиренца)
Капане ди Сопра је насеље у Италији у округу Фиренца, региону Тоскана.
Према процени из 2011. у насељу је живело 39 становника. Насеље се налази на надморској висини од 26 м.